# Garibaldi (Santa Fe)
Garibaldi is een plaats in het Argentijnse bestuurlijke gebied Castellanos in de provincie Santa Fe. De plaats telt 472 inwoners.